# Sagariste
Koordinaten: 58° 23′ N, 22° 43′ O
Sagariste ist ein Dorf (estnisch küla) auf der größten estnischen Insel Saaremaa. Es gehört zur Landgemeinde Saaremaa (bis 2017: Landgemeinde Pihtla) im Kreis Saare.

## Einwohnerschaft und Lage
Das Dorf hat heute nur noch einen Einwohner (Stand 31. Dezember 2011). Es liegt an der Verbindungsstraße zwischen der Inselhauptstadt Kuressaare und dem Fährhafen Kuivastu, der auf das estnische Festland führt.

## Bethaus
Bekannt ist Sagariste vor allem für sein ehemaliges baptistisches Bethaus, das zwischen der Landstraße und dem Waldrand steht. Es wurde 1932 eingeweiht. Heute befindet sich das Gotteshaus aus Holz in Privateigentum, wird aber gelegentlich weiterhin für Gottesdienste genutzt.